# Осмият
„Осмият“ е български игрален филм от 1969 година на режисьора Зако Хеския, по сценарий на Тодор Монов и Петър Ведрин. Оператор е Георги Георгиев. Създаден е по мотиви от книгата „Боят настана“ на генерал Стою Неделчев-Чочоолу. Музиката във филма е композирана от Милчо Левиев.

## Състав

### Актьорски състав
| Роля                                 | Изпълнител                                                                     |
| ------------------------------------ | ------------------------------------------------------------------------------ |
| Осмият                               | Заслужил артист Георги Георгиев – Гец                                          |
| бръснарят Чаплин                     | Никола Анастасов                                                               |
| Вена                                 | Меглена Караламбова                                                            |
| бай Стамен                           | Стойчо Мазгалов                                                                |
| Владо                                | Антон Горчев                                                                   |
| Петър                                | Джоко Росич                                                                    |
| студентът                            | Продан Нончев                                                                  |
| полковник Гатев                      | Петър Пенков                                                                   |
| баба Мария                           | Маргарита Тихинова                                                             |
| снахата                              | Белла Цонева                                                                   |
| Пламен                               | Стефан Мавродиев                                                               |
| Левски                               | Иван Налбантов                                                                 |
| агентът                              | Лъчезар Стоянов                                                                |
| полицейският капитан                 | Стефан Илиев                                                                   |
| старецът                             | Народен артист Димитър Панов                                                   |
| Надя                                 | Заслужила артистка Катя Чукова                                                 |
| негостоприемният мъж на Надя         | Васил Вачев                                                                    |
| младата партизанка                   | Цонка Накова                                                                   |
| член на окръжния комитет на партията | Димитрина Савова                                                               |
| висш полицай                         | Венелин Пехливанов                                                             |
| учителят                             | Марин Тошев                                                                    |
| ст. сержант Вергилов, стражар        | Димитър Милушев                                                                |
| старшият                             | Христо Дерменджиев                                                             |
| жената от дворчето                   | Свобода Молерова                                                               |
|                                      | Радка Вълкова                                                                  |
| партизани                            | Иван Дорин Харалампи Аничкин Тодор Тодоров (не е посочен в надписите на филма) |
|                                      | А. Ангелов                                                                     |
|                                      | В. Кръстев                                                                     |
|                                      | Й. Миланов                                                                     |
|                                      | В. Стоянов                                                                     |
|                                      | Ст. Станчев                                                                    |
|                                      | Д. Бакърджиев                                                                  |
|                                      | Люб. Стефанов                                                                  |

и др.

### Творчески и технически екип
| Сценарий           | Тодор Монов Петър Ведрин                                                    |
| Режисьор           | Зако Хеския                                                                 |
| Оператор           | Георги Георгиев                                                             |
| Художник           | Милко Маринов                                                               |
| Музика             | Милчо Левиев                                                                |
| Звук               | инж. Михаил Каридов Крум Крумов                                             |
| Втори режисьор     | Михаил Лазаров                                                              |
| Редактор           | Александър Карасимеонов                                                     |
| Костюми            | Мими Пеева                                                                  |
| Фотографи          | Лоте Михайлова Донка Йолова                                                 |
| Грим               | Таню Куков Иванка Гюмова                                                    |
| Монтаж             | Венцеслава Каранешева Надежда Станчева                                      |
| Асистент-режисьори | Ангел Стойков Веселина Романова Йордан Зарев                                |
| Асистент-оператори | Иван Велчев Райко Стефанов Борислав Борозанов Константин Гошев              |
| Комбинирани снимки | Оператор: Богомил Петков Художник: Недю Недев                               |
| Пиротехника        | Иван Ангелов Пеянко Божилов                                                 |
| Гардероб           | Вера Бонева                                                                 |
| Реквизит           | Михалко Станиев                                                             |
| Организатори       | Тодор Тодоров Пенчо Димитров Владимир Иванов                                |
| Директор           | Христо Каранешев                                                            |
| Участие            | С ценното съдействие на Българската народна армия                           |
| Производство       | Българска кинематография Студия за игрални филми „Бояна“ /Copyright © 1969/ |

## Награди
- Голямата награда „Златната роза“, Награда за операторска работа, Наградата на ЦК на ДКМС на актьорите Меглена Караламбова и Антон Горчев на Фестивала на българския филм (Варна, 1969).